# Ptychotis montana
Ptychotis montana är en flockblommig växtart som beskrevs av John Graham. Ptychotis montana ingår i släktet Ptychotis och familjen flockblommiga växter. Inga underarter finns listade i Catalogue of Life.